# 40cmの童貞男
『40cmの童貞男』（GETTIN' IT）は、2006年にアメリカで製作されたセックス・コメディ映画。日本では未公開で、ビデオスルー作品となっている。

## 概要
本作は、10代の童貞男がやっとできた彼女との熱い一夜を夢見てコンドームを買いに行くが、手違いで超特大サイズのものをゲットしたことが噂になり、街中の女性から“巨根”を狙われるというちょっとエッチな騒動を描く。2005年のアメリカ映画『40歳の童貞男』と似た邦題が付けられているが、童貞男性が主人公の映画という共通点があるだけで繋がりはない。

## あらすじ
セックスに憧れる童貞の10代の若者・シルバーは、恋人・シーラに体の関係を焦らされ悶々としていた。シルバーは友人・アルトゥーロの部屋を借りて童貞喪失しようとするが、今は体の関係より恋愛する気持ちを重視したいシーラからフラれてしまう。シルバーはアルトゥーロに失恋したことを話すと新しい恋を探すべきと言われ、とりあえず避妊具を買いに行くことに。帰宅したシルバーは間違って40cmの超ビッグサイズの避妊具を間違って購入したことに気づく。
シルバーは避妊具をトイレで流そうとするが流れず、後から入った母がそれを見つけたことで「息子の“ムスコ”はバカでかい」と勘違いする。美容院に行ったシルバーの母は、たまたま客として訪れていた友人に息子の避妊具のことをつい内緒話する。友人女性が「シルバーが40cmの巨根？！」と叫んでしまい、店内にいた女性客たちを驚かせる。
すると翌日、「シルバーが超巨根」という噂が地元の大人の女性たちの間で一気に広まる。シルバーはそんな噂が広まっているとは知らずに、突如女性からモテ始めたことに驚きながらもこの状況を喜ぶ。熟女・マーシー相手に念願の初エッチに成功したシルバーは、アルトゥーロに童貞喪失を祝福される。その後もマーシーとのエッチを楽しむシルバーだが、内心シーラに未練が残っていた。
後日“40cmの巨根の持ち主”との噂が学校にまで広まったことで、シルバーはモテるようになった理由をようやく知る。シーラとよりを戻すことを決めたシルバーはマーシーとの関係にピリオドを打ち、地元女性たちに超巨根の噂を否定して以前の平穏な生活に戻る。シルバーはシーラに謝罪と共に愛を伝え、よりを戻した彼女から「エッチしてもいいよ」と告げられるのだった。

## キャスト
※この欄は、主に下記外部リンク・映画データベースサイト「IMDb」を参照。
- シルバー - パトリック・チェンソプラノ
- サミー - Salvatore Crivello
- ジョセフィン - サンドラ・スタッグス
- シーラ - トリッシュ・コーエン
- マーシー - シェリル・デント
- アルトゥーロ - Sajen Corona
- ブラッド - シャイロ・フェルナンデス
- マルガリータ - Estephania LeBaron
- ジョージア - アリ・デイビス
- アルフレッド - Oto Brezina
- タイソン - オーティス・E・ロス
- リタ - リネ・パーカー
- リチャード - Mike Ahearn
- リモ・ドライヴァー - J.C.カードウェル
- ティファニー - ジェシカ・カンセコ
- ベビー・シャワー・ゲスト - アンジー・アヴィラ
- ベビー・シャワー・ゲスト - Ashley Enes
- ブラック・ウィドウ - ロサ・コート
- ブラック・ウィドウ - Melinda Bettancourt

## 登場人物
シルバー・ヒューリネッター
童貞の10代の若者。家業であるファストフード店で働き、調理を担当している。恋人・シーラと1年ほど付き合っているが、彼女からエッチすることを焦らされている。童貞なため交際の仕方にいまいち自信が持てない状態で、女性との性行為に強い憧れを抱いている。地元の女性たちの間で自身の超巨根の噂が広まっていることを知らないまま、彼女たちがファストフード店に訪れ、異性として猛アプローチされ始める。
サミー・ヒューリネッター
シルバーの父。ファストフード店「ペパローニ」の経営者で、店ではハンバーガー、ピザ、タコスなどを提供している。陽気な性格だが仕事ではやや不真面目なところがあり、空いた時間に有名スターになることを夢見て時々オーディションを受けたり、プレスリーやアクション俳優のコスプレをしている。普段は裸眼なのかコンタクトレンズを着用しているかは不明だが、仕事中はメガネを着用している。車の運転が下手で店に駐車する時にいつも外のゴミ箱にぶつけている。
ジョセフィン・ヒューリネッター
シルバーの母。日常の家事に加え、日中はシルバーと同じくペパローニで調理を担当している。未だにスターになることを夢見るサミーと時々小競り合いをしながらも、夫婦仲は良好。趣味はガーデニング。
シーラ
シルバーの恋人。貞操観念が高く、すぐエッチしたがる男は嫌いなためシルバーともまだエッチしていない。シルバーが地元女性たちにモテ始めて以降、学校では“シルバーの巨根のせいで破局した”と噂を流されたり、それを信じる女子生徒たちから「シーラの初体験は40cm」と陰口を叩かれ始める。
アルトゥーロ
シルバーの友人。ペパローニでバイトしており、調理担当。シルバーと違って人並みにエッチの経験はあるため、異性との交際やエッチについてそこそこ知識を持っている。シルバーが童貞を卒業できるよう、デートや異性についてアドバイスしたり色々と協力し始める。マリアッチの音楽が好きで、自室にはマリアッチの曲しかない。
ブラッド
「ヴァージン・ハンター」の異名を持つ男子大学生。処女の若い女性たちと男女の関係を持っては、お気楽に出会いと別れを繰り返している。シルバーのことを「（セックス未経験の）オナニー野郎」と呼称しているため、彼から敵視されている。シルバーを別れを告げたシーラに「今がチャンス」とばかりに、処女である彼女にアタックし始める。
リタ
アルトゥーロと顔なじみの若い娘。ダンス好きだが、ちょっと変わり者。夜の路上で“立ちんぼ”の仕事をしている。自室は様々な物で溢れ、天井に鎖で宙に浮かせたベッドで眠っている。
ジョージア
ジョセフィンの友人女性。行きつけの美容院でジョセフィンと並んでカラーリング、またはパーマをされている間に「シルバーは40cmの巨根である」との話を聞き、地元の成人女性たちに噂を広める。後日ジョセフィンの自宅に遊びに来るが、2階の部屋でシルバーが女性とSM行為している声を聞いて驚く。
ウェンディ
ストリッパーで、自宅でテレフォンセックス（電話の相手とお互いに性的興奮を盛り上げるようなエッチな会話をし、疑似性行為のように性的欲求を満たすサービス）らしき仕事もしている模様。仕事柄スタイルが良く、アルトゥーロから「イケてる女」と評されている。普段は、筋肉質な黒人男性と同棲生活を送っている。シルバーの巨根の噂を知った後、ペパローニに彼を指名してピザの配達を頼み、自宅に招き入れてエッチなことをしようとする。
マーシー（ファイアー）
ペパローニの客。愛称かは不明だが、「ファイアーさん」とも呼ばれている。色気のある熟女。ある日ペパローニでダンボール一箱分の商品を購入し、シルバーに車まで運んでもらう。その直後シルバーが誤って落とした商品を自身が中腰になって拾いながら、お尻を使って彼にセクシーアピールする。自宅庭にアボカドの木があり、後日アボカドが必要になったシルバーが分けてもらいに来る。サミーによると「過去にファイアーと結婚した男が2人早死している」とのことで、そこから転じて“毒グモ女”と呼ばれている。SMも好きで、自身はM役を好む。
バイト志望の女
ある夜ペパローニに訪れ、一人で閉店作業中のシルバーに面接をしてもらう。店内にあるズッキーニを意味ありげに触るなど、色仕掛けでシルバーと親しくなろうとする。本当にバイト志望で来店したのか、シルバーとのエッチ目的でやって来たのかは不明。

## スタッフ
- 監督 - ニック・ガイタジス
- 脚本 - ニック・ガイタジス
- 製作総指揮 - ジョン・アポストロー
- 撮影 - ジョナサン・ヘイル
- 音楽 - ホーリー・アンバー・チャーチ